# ひねり数
ひねり数（ひねりすう、Writhe/Writhe number）とは、位相幾何学の一分野である結び目理論において、有向結び目・有向絡み目の射影図に対して定義される量。ねじれ数、テイト数、交点符号和ともいう。

## 定義
有向絡み目の射影図の交点は、必ず下図のどちらかのような状態になっている。そこで、左側のような交点には+1、右側のような交点には-1の符号をつけ、その射影図の全交点の符号の総和のことをひねり数と定義する。

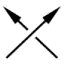
+1に対応する交点
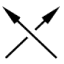
-1に対応する交点

## 性質

ライデマイスター移動I

有効絡み目の射影図にライデマイスター移動IIやIIIを施しても、ひねり数は変化しないが、ライデマイスター移動Iを施すと値が±1変化する。よってひねり数は（有向）絡み目の不変量にはならないが、ライデマイスター移動Iだけによって変化することから、ブラケット多項式と組み合わせることによって多項式不変量をつくることができる（ジョーンズ多項式#ブラケット多項式による定義を参照）。
交代絡み目の既約交代射影図に限れば、ひねり数はその絡み目のどの射影図でも同じ値となっている（テイト予想を参照）。
また、両手型交代結び目の既約交代射影図のひねり数は常に0となっている。